# Johann Sigmund Stoy
Johann Sigmund Stoy, auch Johann Siegmund Stoy (* 18. Juni 1745 in Nürnberg; † 19. Dezember 1808 ebenda) war ein deutscher evangelischer Pfarrer, Pädagoge und Schriftsteller der Kinder- und Jugendliteratur.

## Leben und Werk
Johann Sigmund Stoy wurde als Sohn des Pfarrers Johann Friedrich Stoy geboren. Er studierte Theologie, Kirchengeschichte und -recht sowie Philosophie ab 1762 in Altdorf, bevor er 1765 nach Leipzig wechselte. An der Universität Leipzig zählten u. a. Christian Fürchtegott Gellert und Johann Christoph Gottsched zu seinen akademischen Lehrern.

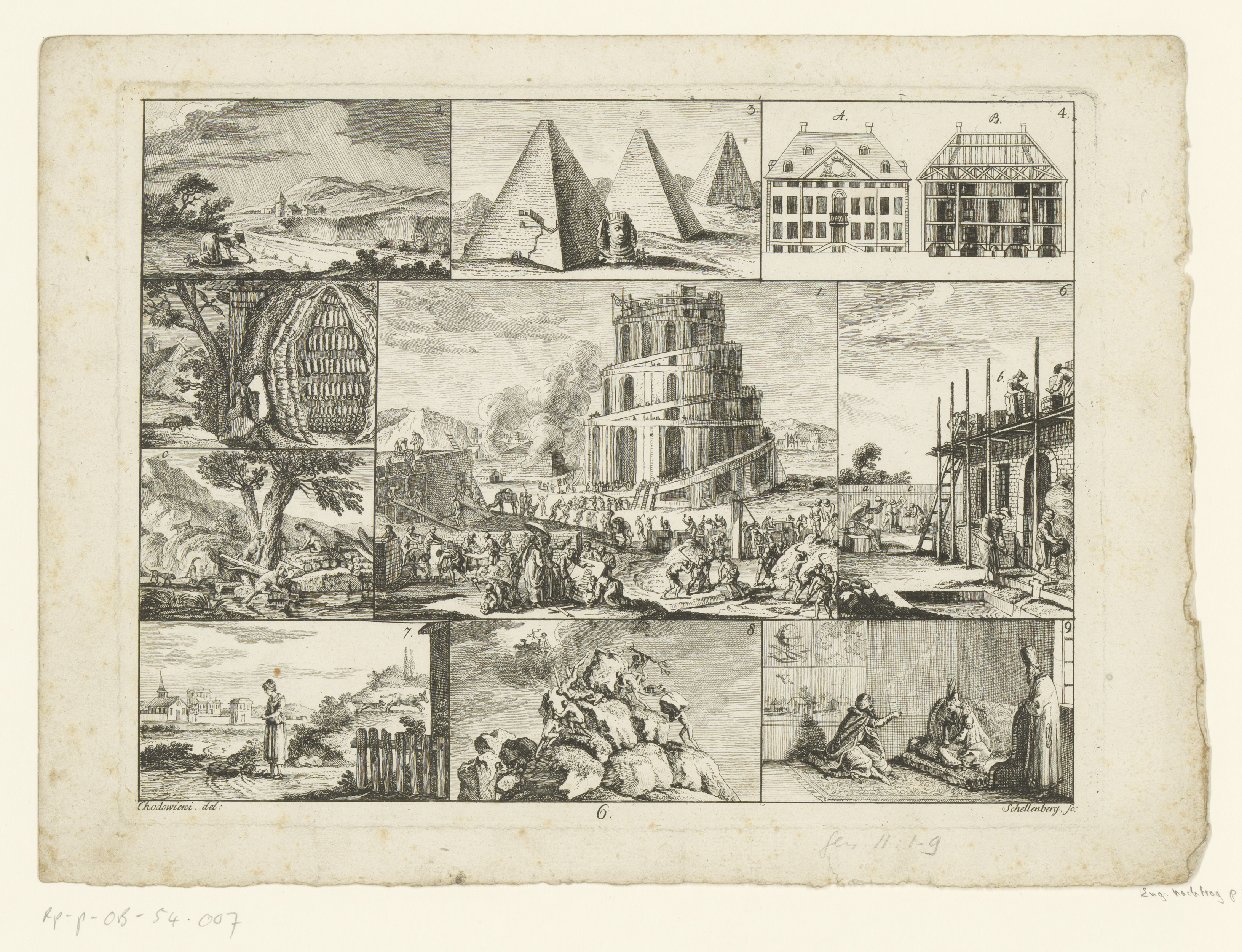
Blatt aus der Bilder-Akademie für die Jugend, 1784

Nach seinem Studium arbeite Stoy zunächst ab 1767 als Frühprediger in der Kapelle St. Walburgis auf der Nürnberger Burg, bevor er 1774 evangelischer Pastor in Henfenfeld wurde. 1782 gründete er in Nürnberg das sogenannte Stoysche pädagogische Kabinett sowie eine Erziehungsanstalt, in der er selbst auch als Professor der Pädagogik lehrte. Ab den 1770er Jahren verfasste er mehrere pädagogische und meist illustrierte Werke für Kinder, in denen er u. a. Tugenden und Laster gegenüberstellte. Sein Hauptwerk, die christlich-aufklärerische Bilder-Akademie für die Jugend (1784) mit zahlreichen Kupferstichen von Daniel Chodowiecki, Johann Georg Penzel und Johann Rudolf Schellenberg war dabei an Johann Bernhard Basedows Elementarwerk angelehnt. Stoy betonte jedoch selbst, dass die ersten Entwürfe schon vor Erscheinen des Elementarwerks fertiggestellt waren. Das Werk, das zwischen 1780 und 1784 schon in Einzelblättern verkauft wurde, erschien später auch in französischer Sprache und in Nachauflagen bzw. Reprints. Neben seinen Büchern verlegte Stoy auch didaktische Spiele und Baukästen mit Bildertafeln.
1772 heiratete Stoy die aus Hersbruck stammende Barbara Magdalena Paulus. Er war unter dem Namen Asterio III. Mitglied des Pegnesischen Blumenordens (sein Vater trug dort den Namen Asterio II.).

## Schriften (Auswahl)
- Neue Bilder Academie für die Jugend von den berühmtesten Künstlern Deutschlands verfertigt. Weigel, Nürnberg 1779.
- Bibel für Kinder. Nürnberg 1781 (online).
- Gesangbuch für Kinder. Nürnberg 1781 (online).
- Kleine Topographie für die Jugend. Nürnberg um 1781 (online).
- Taschenbuch für Kinder und Kinderfeunde auf das Jahr 1781. Mit Kupfern und einem Kinderalmanach. Weigel, Nürnberg 1781 (online).
- Bilder-Akademie für die Jugend. Abbildung und Beschreibung der vornehmsten Gegenstände der jugendlichen Aufmerksamkeit – aus der biblischen und Profangeschichte, aus dem gemeinen Leben, dem Naturreiche und den Berufsgeschäften, aus der heidnischen Götter- und Alterthums-Lehre, aus den besten Sammlungen guter Fabeln und moralischer Erzählungen – nebst einem Auszug aus Herrn Basedows Elementarwerke. In vier und funfzig Kupfertafeln und zweyen Bänden Erklärung herausgegeben. Nürnberg 1784 (Tafelband online, Textband 1 online, Textband 2 online).
- Goldener Spiegel für Kinder. Ein Lesebuch in auserlesenen Erzählungen. Weigel und Schneider, Nürnberg 1791 (online).
- Weitläuftige Beschreibung des pädagogischen Kabinets, welches ich zur Erleichterung der Erziehung und zur lehrreichen Beschäftigung und Belustigung der Jugend angelegt habe. Nürnberg 1791 (online).
- Goldener Spiegel. Ein Lesebuch für kleine Knaben. 4., durchaus verbesserte und vermehrte Auflage, Weigel und Schneider, Nürnberg 1816
- Goldener Spiegel. Ein Lesebuch für kleine Mädchen. 4., durchaus verbesserte und vermehrte Auflage, Weigel und Schneider, Nürnberg 1817.